# Gynoplistia frazieri
Gynoplistia frazieri är en tvåvingeart som beskrevs av Günther Theischinger 1993. Gynoplistia frazieri ingår i släktet Gynoplistia och familjen småharkrankar. Inga underarter finns listade i Catalogue of Life.